# Tokyo Gas Football Club 1996
Questa voce raccoglie le informazioni riguardanti il Tokyo Gas Football Club nelle competizioni ufficiali della stagione 1996.

## Stagione
Rinnovato il reparto difensivo della rosa in sede di calciomercato, in campionato il Tokyo Gas confermò le prestazioni della stagione precedente concludendo al terzo posto, mentre migliorò il rendimento in coppa nazionale giungendo sino al terzo turno, dove fu eliminato dal Cerezo Osaka.

## Divise e sponsor
Vengono confermate le stesse divise della stagione precedente.
| Manica sinistra · Manica sinistra · Maglietta · Maglietta · Manica destra · Manica destra · Pantaloncini · Pantaloncini · Calzettoni |

## Rosa
| N. |                     | Ruolo | Calciatore        |
| -- | ------------------- | ----- | ----------------- |
| -  | Giappone (bandiera) | P     | Asano Hirofumi    |
| -  | Giappone (bandiera) | P     | Mitsuro Ozawa     |
| -  | Giappone (bandiera) | P     | Takayuki Suzuki   |
| -  | Giappone (bandiera) | P     | Hiromitsu Horiike |
| -  | Giappone (bandiera) | D     | Katsumi Sasahara  |
| -  | Giappone (bandiera) | D     | Kudo Shuchu       |
| -  | Giappone (bandiera) | D     | Hiroshi Yoshioka  |
| -  | Giappone (bandiera) | D     | Tetsuro Uki       |
| -  | Brasile (bandiera)  | D     | Junior            |
| -  | Giappone (bandiera) | D     | Ryūji Fujiyama    |
| -  | Giappone (bandiera) | D     | Takeshi Aoi       |
| -  | Giappone (bandiera) | D     | Osamu Matsumoto   |
| -  | Giappone (bandiera) | C     | Hayato Okamoto    |
| -  | Giappone (bandiera) | C     | Takashi Okuhara   |

| N. |                     | Ruolo | Calciatore         |
| -- | ------------------- | ----- | ------------------ |
| -  | Giappone (bandiera) | C     | Junichi Hattori    |
| -  | Giappone (bandiera) | C     | Toshiki Koike      |
| -  | Giappone (bandiera) | C     | Hiroki Shinjo      |
| -  | Giappone (bandiera) | C     | Shoichi Ohtani     |
| -  | Giappone (bandiera) | C     | Takayuki Tateishi  |
| -  | Brasile (bandiera)  | C     | Juan Carlos        |
| -  | Giappone (bandiera) | C     | Atsushi Yoshida    |
| -  | Giappone (bandiera) | C     | Kiyonobu Okajima   |
| -  | Camerun (bandiera)  | C     | Edwin Ifeanyi      |
| -  | Giappone (bandiera) | A     | Jun Wada           |
| -  | Giappone (bandiera) | A     | Hiroaki Akamatsu   |
| -  | Giappone (bandiera) | A     | Yoshiyuki Takemoto |
| -  | Giappone (bandiera) | A     | Yusuke Nikaido     |
| -  | Brasile (bandiera)  | A     | Amaral             |

## Statistiche

### Statistiche di squadra
| Competizione          | Punti | Totale | Totale | Totale | Totale | Totale | DR  |
| Competizione          | Punti | G      | V      | P      | Gf     | Gs     | DR  |
| --------------------- | ----- | ------ | ------ | ------ | ------ | ------ | --- |
| Japan Football League | 73    | 36     | 27     | 9      | 63     | 35     | +28 |
| Coppa dell'Imperatore | -     | 3      | 2      | 1      | 14     | 4      | +10 |
| Totale                | -     | 39     | 29     | 10     | 77     | 39     | +38 |